# Аль-Касім аль-Мамун
Аль-Касім аль-Мамун (*965—1035) — 8-й халіф Кордови у 1018—1021 та 1022—1023 роках.

## Життєпис
Походив з берберської династії Хаммудидів. Разом з братом Алі ібн Хаммуд ан-Насиром брав участь у військових кампаніях на боці Сулаймана, що боровся за владу з халіфами Гішамом II і Мухаммедом II протягом 1009—1013 році. На дяку за звитягу ан-Насир отримав посаду валі (намісника) Сеути.
Незабаром скориставшись протистоянням між берберами, арабами і сакаліба, ан-Насир захопив Танжер, який передав в управління аль-Касіму. У 1017 році разом з братом висадився на узбережжя Піренеїв. Звідси брав участь у поході на Кордову й повалення халіфа Сулаймана. Після оголошення ан-Насира у 1016 році халіфом, той призначив аль-Касіма валі Севільї.

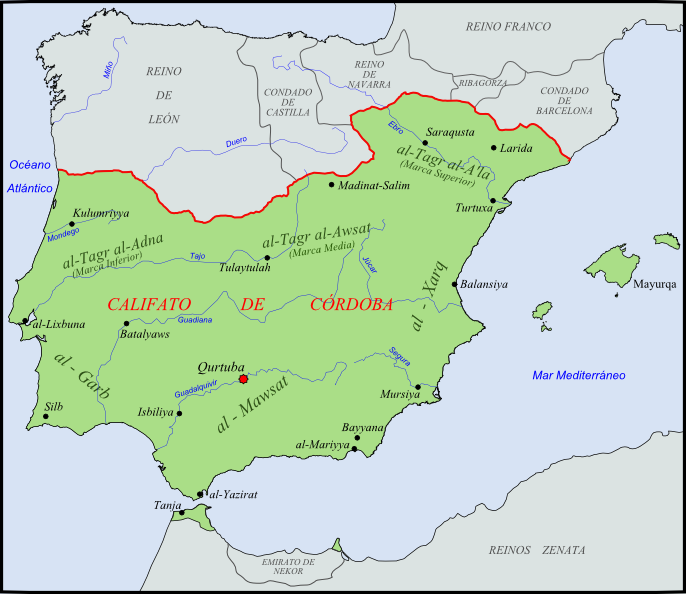
халіфат за володарювання аль-Касіма

У 1018 році після загибелі брата й встановлення влади халіфа Абдаррахмана IV, при підтримці берберських військ аль-Касім повстав та рушив на Кордову. Неподалік від столиці було завдано поразки військам халіфа. Після цього на бік аль-Касіма перейшла шляхта й війська. Завдяки цьому було захоплено Кордову. Незабаром загинув Абдаррахман IV, аль-Касіма оголошено новим халіфом. Після цього прийняв титул аль-Мамун.
Із самого початку намагався позбутися залежності від берберських військовиків, налагодити співпрацю з арабською шляхтою. Частково це здалося здійснити. Втім серед берберів почало ширитися невдоволення. У 1019 році Мунзір аль-Мансур, валі Сарагоси, зумів відокремитися, заснувавши династію Туджибітів.
Цим вирішив скористатися Ях'я, син Алі ібн Хаммуд ан-Насира, валі Сеути. Останній висадився у Малазі. Спроба халіфа аль-Касіма організувати відсіч виявилася невдалою, оскільки військовики та знать виступили проти нього. В підсумку у 1021 році аль-Касім аль-Мамун змушений був зректися влади на користь небожа. Слідом за цим віддалився до Севільї.
Наприкінці 1022 року після повалення халіфа Ях'я ібн Алі аль-Муталі, бербери запросили на трон аль-Мамуна. Аль-Касім, намагаючись зберегти владу, став усіляко потурати берберам, що викликало невдоволення населення Кордови, що повстало через декілька місяців. Повсталих підтримали представники поваленої династії Омеядів.
Зрештою у 1023 році халіф разом з синами Мухаммедом і Хасаном намагався втекти до Севільї, але їх туди не впустили. Тоді аль-Касім втік до Хереса-де-ла-Фронтери, де потрапив у полон. Тут колишнього володаря тримали у в'язниці, поки у 1035 році не задушили.